# Fredskallasläktet
Fredskallasläktet (Spathiphyllum) är ett växtsläkte i familjen kallaväxter (Araceae) som består av ca 40 arter som förekommer i tropiska Amerika och på Filippinerna, Moluckerna, Nya Guinea och några andra öar i området. 
De flesta arterna växer på marken, men några epifyter förekommer. De växer på fuktiga platser i skogar, i kärr, sumpmarker och intill vattendrag.
Fleråriga perenna örter utan stam. Blad med långa skaft med en svullnad närmast bladskrivan som lansettlik till äggrund, ofta med tydliga nerver. Blomstjälken är oftast längre än bladen. Hölsterbladen kan vara grönt eller vitt och är längre än blomkolven. Kolven har tvåkönade blommor

## Odling
Odlas i näringsrik, väldränerad jord som bör hållas fuktig. De vill ha hög luftfuktighet och varmt året om, 16-21 °C. Placeras ljust men skyddat från sol. Förökas genom delning på våren.
Numera finns många hybrider med okänd härkomst i odling.